# Larry Carlton
Larry Eugene Carlton (født 2. marts 1948 i Torrance, Californien, USA) er en amerikansk guitarist.
Carlton var en meget benyttet studieguitarist på Vestkysten i USA. Han har indspillet på over tusinde sessions som sideman, og har indspillet over hundrede lp´er i alle genre. Carlton har spillet i grupper såsom the Crusaders og Fourplay. Han er inspireret af Joe Pass, Barney Kessel, Wes Montgomery og B.B. King. Carlton har haft egne grupper i jazzfusion´s stil. Han har spillet som sideman med f.eks. Steely Dan, Joni Mitchell, Linda Ronstadt, Michael Jackson, Quincy Jones, Sammy Davis Jr., Herb Alpert, Dolly Parton, Dave Grusin, Paul Anka, Dusty Springfield, James Last, Tom Scott, Al Jarreau, Billy Joel, Jerry Garcia etc. Carlton indspillede sin debut lp With a little help from my friends (1968). Han blev skudt i halsen af en teenager udenfor sit studie i (1988), men overlevede med en skade på stemmebåndet og blev lam i venstre arm, og var inaktiv i 6 måneder, hvor han ikke kunne spille. Carlton vendte tilbage til musikscenen, og fortsatte med at indspille med egne grupper og som session musiker for andre kunstnere igen.

## Udvalgt Diskografi

### Solo
- With a Little Help from My Friends (1968)
- Singing/Playing (1973)
- Larry Carlton (1978)
- Mr. 335 Live in Japan (1979)
- Strikes Twice (1980)
- Sleepwalk (1982)
- Eight Times Up (1982)
- Friends (1983)
- Alone / But Never Alone (1986)
- All Strings Attached (1987)
- Discovery (1987)
- Last Nite (1986)
- Christmas at My House (1989)
- On Solid Ground (1989)
- Kid Gloves (1992)
- Renegade Gentleman (1993)
- Live at the Greek with Stanley Clarke (1994)

### Med Crusaders
- Crusaders 1 (1972)
- Unsung Heroes (1973)
- The 2nd Crusade (1973)
- Southern Comfort (1974)
- Scratch (1974)
- Chain Reaction (1975)

### Med Fourplay
- 4 (1998)
- Snowbound (1999)
- Yes, Please! (2000)
- Heartfelt (2002)

### Som Sideman
- Court and Spark (1974) -med Joni Mitchell
- The Hissing of Summer Lawns (1975) - med Joni Mitchell
- Aja (1977) - med Steely Dan
- The Nightfly (1982) - med Donald Fagen
- Ross (1983) - med Diana Ross